# 衛斯理系列改編作品列表
衛斯理系列為香港科幻作家倪匡以第一人稱敘述的科幻冒險故事，多次被改編成廣播劇、漫畫、電影、電視劇等影視作品。

## 衛斯理廣播劇
香港電台、商業電台和廣州電台也曾以粵語播出衛斯理廣播劇。在八十年代香港電台和商業電台製作的衛斯理廣播劇以十分有規劃，包括有監製、編導、配樂、名歌星唱出主題曲和插曲、眾多配音員飾演不同的角色等等。但過了二十年以後廣州電台製作的衛斯理廣播劇卻以單人主播講故事型式播出，退回四五十年代的製作水平。而倪匡所有的作品，自七十年代中起被中共全面禁制。2004年大陸廣州電台播放出十六個衛斯理廣播劇則沒有被禁制。

### 香港電台衛斯理廣播劇
香港電台於1981年至1984年以粵語首播衛斯理廣播劇，共9個故事。

- 《老貓》
- 《藍血人》
- 《天外金球》
- 《貝殼》
- 《多了一個》
- 《大廈》
- 《仙境》
- 《透明光》
- 《玩具》

#### 詳情
- 主題音樂為喜多郎演奏
- 監製：李安求
- 編導：梁繼璋
- 編導：曾永強

#### 播音
- 鍾偉明　 飾演 衛斯理
- 尹芳玲　 飾演 白素
- 李學斌 　飾演 衛斯理
- 車森梅 　飾演 白素
- 泰迪羅賓 飾演 方天
- 莫家駒 　飾演 納爾遜/卜連昌
- 曾永強 　飾演 白老大
- 蔡雅各 　飾演 小郭/皮福/松贊
- 楊麗仙 　飾演 唐婉兒（郭太太）
- 區永漢 　飾演 羅定
- 朱曼子 　飾演 草田芳子
- 熊良錫 　飾演 王傑美

#### 重溫
- 劇集 （页面存档备份，存于）

### 商業電台衛斯理廣播劇
香港商業電台於1987年至1988年以粵語首播衛斯理廣播劇，共37個故事。
| - 《紙猴》 - 《透明光》 - 《仙境》 - 《叢林之神》 - 《黑靈魂》 - 《多了一個》 - 《第二種人》 - 《再來一次》 - 《支離人》 - 《貝殼》 | - 《消失》 - 《大廈》 - 《屍變》 - 《搜靈》 - 《尋夢》 - 《創造》 - 《換頭記》 - 《訪客》 - 《奇門》 - 《天書》 | - 《環》 - 《魔磁》 - 《蜂雲》 - 《沉船》 - 《狐變》 - 《眼睛》 - 《原子空間》 - 《天外金球》 - 《藍血人》 - 《合成》 | - 《老貓》 - 《後備》 - 《聚寶盆》 - 《血統》 - 《盡頭》 - 《蠱惑》 - 《神仙》 |

#### 詳情
- 主題曲《外星客》為張學友主唱。
- 插曲《情在呼吸裡》為劉德華主唱。
- 監製：金貴

#### 播音
- 朱子聰 飾演 衛斯理
- 錢佩卿 飾演 白素
- 楊廣培
- 金剛
- 陳森
- 莫佩文
- 甄錦華
- 翠碧
- 盧雄
- 何文光
- 朱雪梅
- 陳永信 飾演 陳長青

### 廣州電台衛斯理小說連播
大陸廣州電台於2004年起以粵語首播衛斯理小說連播，由主播講故事型式，共講了24個故事。
| - 《第二種人》 - 《怪物》 - 《鬼混》 - 《拼命》 - 《連鎖》 - 《妖火》 - 《藍血人》 - 《地圖》 - 《烈火女》 - 《透明光》 | - 《血統》 - 《眼睛》 - 《叢林之神》 - 《迷藏》 - 《異寶》 - 《探險》 - 《大廈》 - 《屍變》 - 《犀照》 - 《極刑》 | - 《活俑》 - 《老貓》 - 《支離人》 - 《沉船》 - 《古聲》 |

#### 主播
- 陳波
- 吳克
- 李錦源
- 何志健
- 胡慶穗
- 向安神
- 少爺明
- 陳峰

### 漢聲廣播電台空中衛斯理書齋
台灣漢聲廣播電台於2005年六月首播空中衛斯理書齋，由主播每個禮拜花半小時依照倪匡寫作的順序以國語介紹一本衛斯理的小說。
| - 蠱惑 - 影子 - 雨花台石 - 少年 - 鑽石花 - 地底奇人 - 妖火 - 藍血人 - 透明光 - 地心洪爐 - 蜂雲 - 風水 - 奇玉 - 天外金球 - 原子空間 - 支離人 - 不死藥 - 紅月亮 - 換頭記 - 奇門 - 屍變 - 合成 - 筆友 - 叢林之神 - 再來一次 - 盡頭 - 湖水 - 消失 - 多了一個 - 仙境 - 狐變 - 古聲 - 虛像 - 訪客 - 環 - 聚寶盆 - 魔磁(石林) - 創造 - 鬼子 - 老貓 | - 貝殼 - 地圖 - 規律 - 沈船 - 大廈 - 新年 - 頭髮 - 眼睛 - 迷藏 - 天書 - 木炭 - 玩具 - 連鎖 - 尋夢 - 第二種人 - 後備 - 盜墓 - 搜靈 - 茫點 - 神仙 - 追龍 - 洞天 - 活俑 - 犀照 - 命運 - (命運的附篇)十七年 - 異寶 - 極刑 - 電王 - 遊戲 - 生死鎖 - 黃金故事 - 廢墟 - 密碼 - 血統 - 謎蹤 - 瘟神 - 招魂 - 背叛 - 鬼混 | - 報應 - 錯手、真相 - 毒誓 - 拚命 - 怪物 - 探險、繼續探險 - 圈套 - 烈火女 - 大秘密 - 禍根 - 從陰間來、到陰間去 - 陰差陽錯 - 陰魂不散 - 許願 - 還陽 - 運氣 - 開心 - 轉世暗號、暗號之二 - 在數難逃 - 將來 |

#### 主播
梅少文和葉李華

### 網上電台香港人網loved.hk 於衛斯理50年〈衛斯理傳奇〉
衛斯理誕生50週年一連14輯特備節目《衛斯理傳奇》率先 2013年3月11日晚9:00以粵語於香港人網loved.hk播放。
- 主題曲 衛斯理50周年衛斯理傳奇 （页面存档备份，存于）
  - 作曲: Jimmy Chu
  - 作詞: 甄偉健
  - 主唱: 馮志豪

| - 真有奇人衛斯理？！2013-03-11 （页面存档备份，存于） - 解構外星人 2013-04-21 （页面存档备份，存于） - 時空之旅人 2013-04-28 （页面存档备份，存于） - 探索靈魂學 2013-05-05 （页面存档备份，存于） - 衛大預言家 2013-05-12 （页面存档备份，存于） - 電類的奴隸 2013-05-19 （页面存档备份，存于） - 生命的配額 2013-05-26 （页面存档备份，存于） - 人類的起源 2013-06-02 - 人類劣根性 2013-06-09 （页面存档备份，存于） - 暴政人禍篇 2013-06-15 - 宇宙生死戀 2013-06-23 - 衛斯理族譜 2013-06-30 - 衛斯理影視 2013-07-07 （页面存档备份，存于） - 衛斯理末來 2013-07-14 （页面存档备份，存于） |

## 衛斯理漫畫

### 香港斯辰出版社衛斯理漫畫系列
1984年至1986年香港漫畫家利志達於香港斯辰出版社發表了《衛斯理》漫畫。
- 《環》
- 《雨花台石》
- 《命運》
- 《魔幻》
- 《玩具》
- 《屍變》
- 《藍血人》
- 《支離人》

### 香港三英社出版社衛斯理漫畫系列
1984年至1986年香港漫畫家利志達於香港三英社出版社發表了《衛斯理》漫畫。
- 《來客》
- 《犀照 (小說)》

### 台灣晨星出版社衛斯理傳奇漫畫系列
漫畫家利志達和楊孝榮於晨星出版社發表了《衛斯理傳奇漫畫系列》漫畫。
- 《藍血人》利志達：含藍血人/支離人
- 《屍變》　利志達：含屍變/雨花台石
- 《玩具》　利志達：含玩具/犀照
- 《後備》　楊孝榮：含後備/合成
- 《虛像》　楊孝榮：含虛像/盡頭
- 《仙境》　楊孝榮
- 《尋夢》　楊孝榮：含尋夢/鬼子
- 《狐變》　楊孝榮
- 《茫點》　利志達：含茫點/命運/規律
- 《連鎖》　利志達

### 台灣時報文化出版社衛斯理傳奇漫畫系列
1995年新加坡漫畫家黃展鳴於台灣時報文化出版社發表了《衛斯理傳奇漫畫系列》漫畫。
- 《衛斯理與白素》
- 《天外金球》
- 《迷藏》
- 《老貓》
- 《沉船》
- 《盜墓》
- 《神仙》
- 《犀照》

### 香港意思文化出版社衛斯理Z
2004年香港漫畫家許景琛於香港意思文化出版社發表了《衛斯理Z》漫畫。

共17集

## 衛斯理電影
衛斯理的小說卻沒有被大規摸搬上螢屏，只是偶爾為之。

### 原振俠與衛斯理
1986年的香港電影，劇情改編自原振俠小說《血咒》，並加入衛斯理小說的意念拼湊而成。

### 海市蜃樓（Mirage）
1987年的香港電影，劇情是改編自《虛像》這篇小說。
- 導演: 徐小明

#### 演員表
- 飾演 衛斯理

#### 故事
主角不是衛斯理，衛斯理在電影中變成了記者（是兩個角色的結合），另外，歷史背景也有很大的改變，而且在科幻方面好像沒有甚麼發揮，倒是強調了人性，整個電影似乎帶著一些寓言的味道。雖然如此，但故事結構與原著相差無幾。

### 衛斯理傳奇（Legend of the Golden Pearl）
1987年的香港電影，劇情是改編自《天外金球》這篇小說。
- 導演: 泰迪羅賓
- 電影主題曲《宇宙無限》為許冠傑主唱。

#### 演員表
- 許冠傑 飾演 衛斯理
- 王祖賢 飾演 白素
- 狄龍　 飾演 白奇偉

#### 故事
故事由一顆傳說能啟發人腦潛能的「龍珠」引起。小說家衛斯理同時受好友高大威和神秘富商 Howard Hope委託，盜取以聖物身份受恭奉於尼泊爾一個佛教支派的龍珠。後為高大威所得，但實情是青幫老大白奇偉幕後旨使。衛欲物歸原主，遂與白奇偉之妹白素展開一段驚險歷程。後來更發現 Hope 為一逃避戰禍的外星生物，龍珠本為其太空船的導航儀。他為了回家才矢志奪回龍珠。結局是Hope 雖能回家，但與衛等人糾纏時身受重傷不治了。電影中對流落異鄉的外星生物的同情、對人類中心主義的鞭撻、對古老傳說以科幻手法再詮釋（「龍」其實是太空船），都承繼了倪匡小說的一貫風格，是一個稱職的改編。科幻味道在視覺特技的配合下發揮得淋漓盡致(最震撼莫過於太空船昇空一幕)。儘管電影採用了全新故事，不難看出倪匡小說《地底奇人》（衛斯理與白素、白奇偉的初識）、《藍血人》（外星人流落地球，難以回鄉）、《天外金球》（外星儀器成為地球宗教的神物）等書的痕跡，這也說明了何以能盡得倪匡精髓。

#### 詳情
- 衛斯理傳奇

#### 重溫
- 原裝預告
- 主題曲 （页面存档备份，存于）

### 朝花夕拾（Life Is a Moment）
1987年的香港電影，改編自亦舒的小說《朝花夕拾》。
- 導演：胡珊
- 電影主題曲《朝花》為鄺美雲主唱。

#### 演員表
- 主演：方中信、夏文汐

#### 特別客串
- 喬宏 　飾演 衛斯理
- 張瑪莉 飾演 白素

#### 故事
故事發生在2037年， 6262一天和丈夫吵架後，以高速行車一洩心頭之憤，卻遇上政府的時間實驗失敗，誤進1987年的時空，遇見糖果廠老闆方中信，二人開始交往並墮入愛河，但無奈6262最後仍要回到未來，後來6262認識了衛斯理夫婦，在他們的引領下，最終回到自己的時空。一別頓成永訣。

#### 重溫
- 主題曲

### 漫畫奇俠（Tale from the East）
1990年的香港電影
- 導演: 文雋

#### 演員表
- 吳大維 飾演 王將
- 王祖賢 飾演 朱可兒
- 樓南光 飾演 朱大力

#### 特別客串
- 倪匡 飾演 衛斯理

#### 故事
朱大力與朱可兒在一次野外燒烤中，巧遇清朝武士王將，身受重創和失去記憶，於是救了他回家，後來得知王將身世，便決定幫助他尋回小公主。而小公主同時也被硬天師救回工場中，朱大力認為王將是大陸偷渡客，收藏大批黃金，更加努力四處尋找，誤打誤撞間，王將及小公主終能在電視台裡從縫。但因為二人是二百年前的人，血液不新鮮，在衛斯理協助下，得知唯一的方法是尋回千年珍珠及寶劍才能救回二人。眾人遂出發，回到支洞處，卻碰上一路追殺小公主的血魔，正邪交鋒，展開連場驚天動地的生死決戰。

### 衛斯理之霸王卸甲（Bury Me High）
1990年的香港電影，劇情是改編自《風水》這篇小說。
- 導演: 徐小明

#### 演員表
- 錢嘉樂 飾演 衛斯理
- 徐小明 飾演 陳長青

#### 故事
講述少年黑客衛斯理與好友陳長青合力幫助東南亞某國幹部對付該國軍事強人。電影雖以黑客為主角，但故事主線實是風水。徐小明似乎無意拍攝一部科幻片，只管拍攝一部有關風水的幻想警世電影。

### 老貓（The Cat）
1992年的香港電影，劇情是改編自《老貓》這篇小說。詳見《衛斯理之老貓》條目。
- 導演: 藍乃才

#### 演員表
- 李子雄 飾演 衛斯理
- 伍詠薇 飾演 白素
- 葉蘊儀 飾演 少女
- 劉兆銘 飾演 依洛
- 劉錫賢 飾演 李同

#### 特別客串
- 倪匡 飾演 老陳

#### 故事
這個故事的開始是發生在一個叫李同的人身上。李同住的大廈樓上，時常在晚上發出擾人的嘈音，當李同走上去找那單位的住客理論時，給他看見一個老人、一個少女和一頭黑貓在單位內，那天之後，那老人連同少女和黑貓便搬走了，不過單位內卻留下一副貓的內臟。李同在一次聚餐中，向衛斯理講述了這件事，大家都覺得有點古怪，衛斯理覺得是那頭黑貓的所為，他便和朋友借了一頭最優秀的狗去捕捉那頭黑貓，經過一場貓狗大戰之後，那頭黑貓斷了尾，經化驗後，發現那貓尾竟是來自一隻六十歲以上的貓，事情到此便更怪異。把原著小說《老貓》改編成電影。一如小說，衛斯理從兇殺案中，一步一步地發現一個寄居在一隻老貓的外星生物。既然忠於原著，科幻味道自然濃厚。

#### 重溫
- 電影預告 （页面存档备份，存于）
- 特攝場面（貓狗大戰）

### 少年衛斯理之天魔之子（Young Wisely）
1993年的香港電影，劇情是根據衛斯理小說的角色拼湊出來的。
- 導演: 霍耀良

#### 演員表
- 吳大維 飾演 衛斯理
- 譚筠怡
- 黃錦榮
- 吳家麗
- 李麗珍

#### 故事
衛斯理的父親衛教授是一位醉心於探險及考古學者，他發現了那個煙沒的神話後，遂決心覓回失落的天劍，如是者離家已兩年的光景了。 而留在香港的少年衛斯理却早年因與父親探險經驗，促進勇敢的獨立性格，經驗探索，有成為的同學在頭腦神像，但在老師，父親在眼睛，他實際上是頭號邪惡的星，與倪匡小說的關係僅是「衛斯理」一名，故事像「龍珠」，沒有倪匡精髓。

### 少年衛斯理II之聖女轉生（Young Wisely II The Rebirth of The Goddess）
1994年的香港電影，劇情是根據衛斯理小說的角色拼湊出來的。
- 導演: 霍耀良

#### 演員表
- 吳大維 飾演 衛斯理
- 李麗珍
- 譚筠怡 飾演 可可
- 吳家麗

#### 故事
新學年開始, 衛認識了剛轉校的清純女子林可可. 另一方面, 衛教授從非洲回來，發覺寶甲不翼而飛, 逼問之下方知乃歹對頭龜仙人之所為, 但仙人卻無法憶起棄甲於何處. 原來可可乃天魔轉生，為探求寶甲下落, 不惜吸取表姐香香的思想, 不料卻把香對理之愛慕情也吸收過來，漸對理產生愛意。與倪匡小說的關係僅是「衛斯理」一名，故事像「龍珠」，沒有倪匡精髓。

### 衛斯理藍血人（The Wesley's Mysterious File）
2002年的香港電影，劇情是改編自《藍血人》這篇小說。
- 導演: 劉偉強
- 電影主題曲《藍色愛情》為劉德華主唱。

#### 演員表
- 劉德華 飾演 衛斯理
- 舒淇 　飾演 白素
- 關芝琳 飾演 方天涯
- 張耀揚 飾演 白奇偉
- 鄭浩南 飾演  獲殼衣毒間

#### 故事
本片故事跟倪匡的衛斯理系列科幻小說的關係只有角色名字，劇情是簡單不過的英雄救美打怪獸，外加抄襲了 《黑超特警組 Men In Black》、《The X-Files》及《生化危機 Bio Hazard》的怪獸和槍戰等。

#### 重溫
- 電影預告 （页面存档备份，存于）

### 犀照（49 Days）
2006年的香港電影，劇情是改編自《犀照》這篇小說。
- 監製: 徐小明

#### 演員表
- 鍾欣桐
- 馮德倫
- 黃浩然

#### 故事
主角不是衛斯理，但內容主旨與小說相同，都是說明燃點犀角能看到精怪。

#### 重溫
- 電影預告

## 衛斯理電視劇
華人的電視臺一向少制作科幻劇，因此衛斯理的故事於1980年代尾才開始制成電視劇，第一個衛斯理電視劇是台灣中華電視臺，除了台灣中華電視臺和新加坡電視臺以現代作為故事背景，其他電視臺都以民國初年作為故事背景。

### 台灣中華電視臺衛斯理傳奇（The Legend of Wisely）電視劇
1983年華視晚上八點的科幻劇場首播楊光友台灣版-衛斯理傳奇（The Legend of Wisely）。

故事包括《透明光》、《妖火》、《手之謎》、《天人》、《連鎖》、《天外金球》等。

#### 演員表
- 楊光友　飾演 衛斯理
- 劉芳英　飾演 白素
- 張復健　飾演 肢離人

### 新加坡電視臺衛斯理傳奇（The Legend of Wisely）電視劇
1998年首播陶大宇新加坡版-衛斯理傳奇（The Legend of Wisely），七個故事共30集。

七個故事包括《影子》、《天書》、《輪迴》、《神仙》、《大廈》、《離魂》和《願望之神》。

#### 演員表
- 陶大宇　飾演 衛斯理
- 鄭惠玉　飾演 白素
- 曾江　飾演 白老大（白素父）
- 周初明　飾演 溫寶裕（藥材店少東）
- 李南星　飾演 小郭
- 林湘萍　飾演 黃紅紅（衛斯理表妹）
- 鐘琴　飾演 海德（溫寶裕女友）
- 陳傳之　飾演 白奇偉

#### 重溫
- 主題曲 （页面存档备份，存于）
- 宣傳花絮

### 香港無綫電視臺（TVB）衛斯理（The 'W' Files）電視劇
2003年6月2日首播《衛斯理》，香港無綫電視翡翠台劇集，八個故事共30集，監製張乾文。
故事改編自科幻小說衛斯理系列。八個被改編的故事包括《紙猴》（《地底奇人》）、《屍變》、《木炭》、《尋夢》、《蠱惑》、《神仙》、《鬼混》和《盜墓》。故事背景則設定為1930年代的上海，角色和情節都與原著也較大的差異。
衛斯理 (無綫電視劇集)

#### 演員表
- 羅嘉良 飾演 衛斯理
- 蒙嘉慧 飾演 白素
- 唐文龍 飾演 白奇偉（白素兄）
- 楊怡 飾演 黃紅紅（衛斯理表妹）
- 楊明 飾演 溫寶裕（藥材店少東）

#### 重溫
- 主題曲

### 湖北電視臺少年王衛斯理/冒險王（Adventure Of Wisley）電視劇
2003年8月9日在湖北電視台首播吳奇隆中國大陸版-少年王衛斯理/冒險王（Adventure Of Wisley），整部戲分為四單元共40集:《古墓魅影》、《百里杜鵑》、《紅岩天書》和《藍色情迷》。 故事背景則設定為民國初年。

#### 演員表
- 吳奇隆 飾演 衛斯理
- 楊光　 飾演 白素
- 于波 　飾演 白奇偉
- 陳鴻烈 飾演 白老大
- 谷洋　 飾演 原振俠
- 楊俊毅 飾演 齊白
- 劉勃鈞 飾演 陳長青

### 冒险王卫斯理
2018年香港科幻片。本劇改編自香港科幻作家倪匡的科幻小說《衛斯理系列》，《冒險王衛斯理》系列共分為三季《支離人》、《藍血人》、《無名髮》，由余文樂、胡然領銜主演。

#### 演員表
- 余文乐 飾演 衛斯理
- 胡然　 飾演 白素
- 何浩文 飾演 白奇偉
- 任达华 飾演 白老大

#### 重溫
- 主題曲
- 插曲 （页面存档备份，存于）